# Pseudoporrhopis granum
Pseudoporrhopis granum là một loài nhện trong họ Thomisidae.
Loài này thuộc chi Pseudoporrhopis. Pseudoporrhopis granum được Eugène Simon miêu tả năm 1886.